# Lutjanus agennes
Espèce
Lutjanus agennes, en français carpe rouge ou encore vivaneau africain rouge, est une espèce de poissons de la famille des Lutjanidae.